# 杭州市民公园
杭州市民公园，又名钱江新城市民公园，是规划中的位于杭州市钱江新城的一个休闲公园，由新业路、钱江路、解放东路和城园路围合而成，占地20公顷，是钱江新城的都市绿心。由于实施拆迁慢的原因，工程2008年就早有规划却一直没有施工，原预计2016年年底开工建设。然而从2015年起，市民公园的大部分地块用于市民中心的停车场（1500个车位），仅有少量绿地。公园最终于2024年5月开工，预计2028年10月建成。

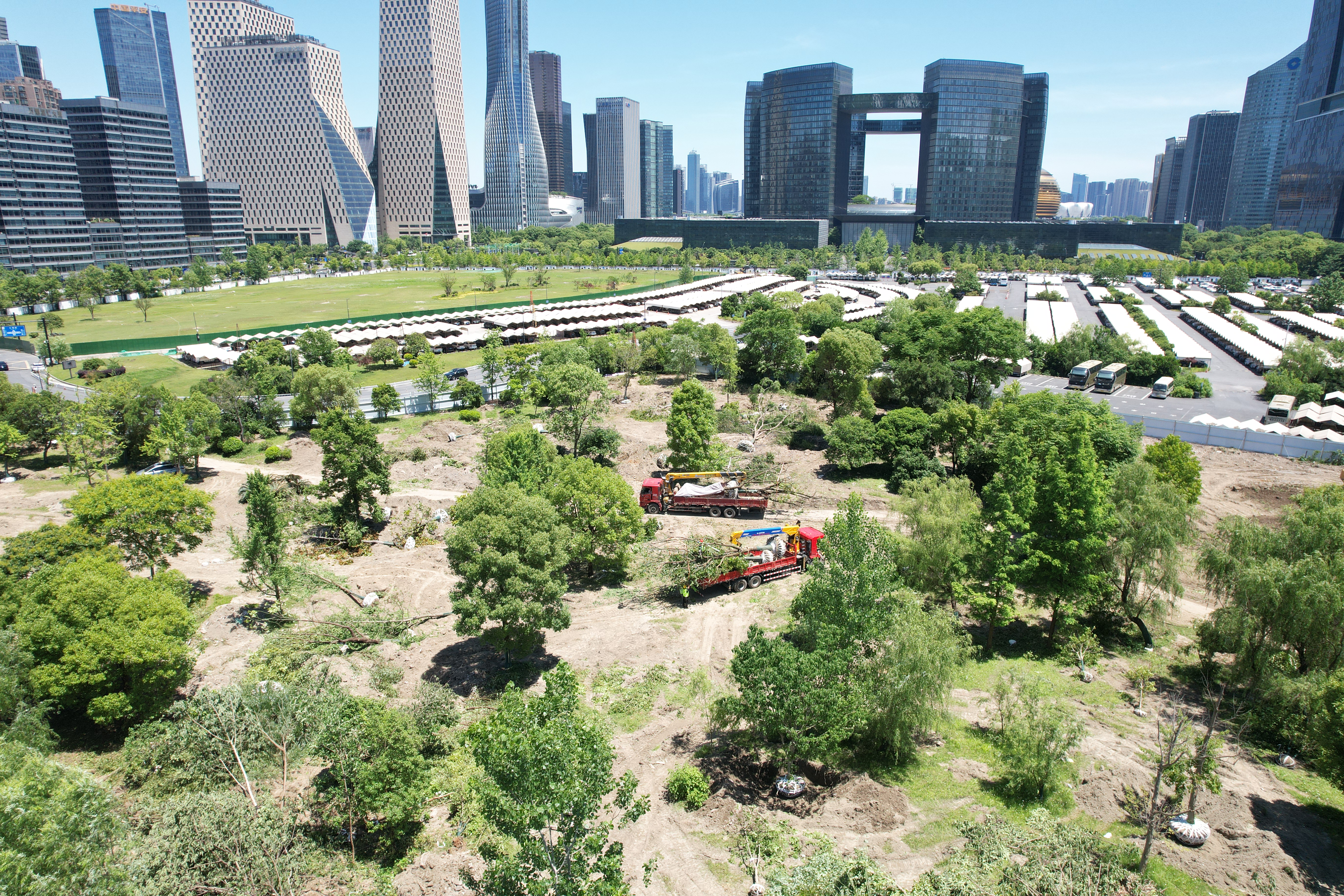
正在进行地块清理的的市民公园工地，2024年5月

## 简介
公园位于杭州市上城区钱江新城单元，东至钱江路，南至解放东路，西至城园路，北至新业路。
建设内容主要包括市民公园、幼托教育中心(18班幼儿园)、公园配套用房、公交中心站、大中巴停车场、社会公共及配套停车场、体育运动及文化配套服务用房等。

### 面积
地块总用地面积202948㎡，总建筑面积122570㎡，建筑高度14.95米。
其中地上建筑面积12570㎡，其中包含幼托教育中心（18班幼儿园）9570㎡，公园配套用房1556㎡，楼电梯间及设备管井1372㎡，景观亭72㎡。
地下建筑面积110000㎡，其中包含公交中心站3000㎡，大中巴停车库9532㎡，体育运动及文化休闲27042㎡，社会公共停车库68921㎡，幼托教育中心地下停车库1505㎡。
其中停车库包含了机动车总停车位共1677个，非机动车总停车位2547个。
- 公园效果图
- 公园效果图
- 公园总平图

## 历史
公园最初设计为普通公园。“两翼”包括南翼的安静休闲区与北区的文娱健身运动区；“六区”包括入口亲水广场区、山水清音区、童趣园、健体运动、丛林休闲区和疏林水景区。
- 2020年7月，该公园由SOM事务所重新设计，新设计为三瓣山形的建筑，公园的大部分设置于其屋顶，正中央设有湖泊和岛屿，设计灵感来自于当地“天降明珠，落地化为西湖”的民间传说。公园下方的建筑中将建有一系列的文化机构，包括杭州历史博物馆、中国印学博物馆、杭州美术馆以及东方艺术文化国际交流中心等。[8][9]

- 2024年5月，该公园设计方案再次变更。新方案设计有幼托中心、文化、体育场地、地下停车库、公交站场等，在公园中部设有人造山丘以及大片草坪。同时公园前期工作开工。
- 2024年10月13日，公园正式开工。

- 建设前，2018年3月22日
- 2024年10月18日

市民公园与市民中心、杭州大剧院、杭州国际会议中心、波浪文化城和城市阳台组成钱江新城的城市主轴线。